# Quentin Jammer
Quentin Tremaine Jammer (Angleton, 19 giugno 1979) è un giocatore di football americano statunitense che gioca nel ruolo di cornerback per i Denver Broncos della National Football League (NFL). Fu scelto come quinto assoluto del Draft NFL 2002 dai San Diego Chargers. Al college ha giocato a football coi Texas Longhorns.

## Carriera professionistica

### San Diego Chargers
Jammer fu scelto come primo quinto assoluto del Draft 2002 dai San Diego Chargers. Dopo avere disputato solo 4 gare nella sua stagione da rookie, nella successiva divenne il cornerback titolare dei Chargers, rimanendolo per tutta la sua permanenza con la franchigia, fino al 2012. A inizio carriera, Jammer fu criticato per la scarsità di intercetti messi a segno, solo 6 in 62 gare fino al 2005, mentre la squadra ottenne quasi sempre risultati negativi in quel periodo. Le cose migliorarono a partire dal 2006, col giocatore che fece registrare quattro intercetti, in quella che fu una delle sue migliori stagioni da professionista. Nella finale della AFC del 2007, Jammer limitò Randy Moss a una sola ricezione da 12 yard ma la sua squadra fu sconfitta dai New England Patriots. Nella settimana 6 del 2012 ritornò un intercetto sul futuro compagno di squadra Peyton Manning in touchdown, il primo in carriera.

### Denver Broncos
Il 29 maggio 2013, Jammer firmò con i Denver Broncos. Nella prima stagione con la nuova maglia disputò una sola gara come titolare su 11, coi Broncos che raggiunsero il Super Bowl XLVIII, perso contro i Seattle Seahawks.

## Palmarès

### Franchigia
- American Football Conference Championship: 1

Denver Broncos: 2013

### Individuale
- PFWA All-Rookie Team - 2002
- Formazione ideale del 50º anniversario dei San Diego Chargers

## Statistiche
| Partite totali      | 183 |
| Partite da titolare | 162 |
| Tackle              | 733 |
| Sack                | 0,0 |
| Intercetti          | 21  |
| Touchdown           | 1   |
| Fumble forzati      | 7   |

Statistiche aggiornate alla stagione 2013